# Ophiozonoida obscura
Ophiozonoida obscura är en ormstjärneart som beskrevs av Jean Baptiste François René Koehler 1922. Ophiozonoida obscura ingår i släktet Ophiozonoida och familjen Ophiolepididae. Inga underarter finns listade i Catalogue of Life.